# FNS地球特捜隊ダイバスター
『FNS地球特捜隊ダイバスター』（エフエヌエスちきゅうとくそうたいダイバスター）は、アニメと特撮を融合させて諸問題を解明することを目的とした深夜番組。2005年7月7日にフジテレビ系列（FNS）でニューカマーズ枠において放送され、2005年10月29日26時15分 - 26時40分から土曜日深夜にレギュラー化。2009年4月16日放送分より放送時間が15分に縮小されると同時にハイビジョン制作となり、同年9月24日放送分で打ち切りとなった。2006年7月14日にポニーキャニオンよりDVD、扶桑社より単行本がそれぞれ発売された。

## 概要

### 特徴
- 2025年に宇宙から来たる「知的生命体パピルス」からの質問への対応に備えて組織されたFNS地球特捜隊ダイバスターが、身近な問題をネタ（課題）として、管理者である博士が出動命令を行い、管下スタッフが実際に現場へ出向いたり、電話取材を行って解明するという内容。
- 身近の些細な疑問の解明を試みはするものの、おしなべて詳細な調査・検証などを行わずに安易な結論を導き出し、その内容を真剣な調査結果として報告している点がツッコミ所・笑い所となっており、深夜番組らしいヌルくも心地よい雰囲気を醸しだしている。まれに隊員が、ずさんな調査や安易な分析・結論付けに対して突っ込む場面もみられるが、全て博士のパンチによる一喝で退けられる。
- 各所に、同局『トリビアの泉 〜素晴らしきムダ知識〜』との構成上の類似点が見受けられる。なお、公式サイトに設置されているBBSで調査依頼をする視聴者もいる。
- わずか25分間という放映時間のうちに、CMは1回2分間、それが3回で計6分間も流されるにもかかわらず、番組のユルい内容によるためか、後述のように安定したスポンサーの確保に苦労する傾向がある。
- ADの小田真一郎をアフロヘアーにするなど、やらせに近いほどのしごきをして、槇原敬之に扮した宇宙人パピルスのM.ノリユキも「起用しすぎ」と苦言を呈した。

### 演出
- 1970年代から1980年代のロボットアニメ調のアニメーションと実写を併せた演出は、『恐竜探険隊ボーンフリー』や『科学冒険隊タンサー5』などを彷彿とさせる。また、「博士」、「ハンサムな熱血ヒーロー」、「美少女キャラクター」、「ちょっと生意気な子供キャラ」、「大食いでフライドチキン大好きな巨漢」というメンバー構成は、『科学忍者隊ガッチャマン』を想起させるようなチーム構成でもある。また、電話や取材の場面においても、実写とアニメの合成によって、さも声優が実際に現場へ出向いているように思わせるような演出となっている。
- 「ニューカマーズ」枠で放送されたダイバスターのパイロット版と、レギュラー化されてからの博士や隊員などの服装は一部異なる。
パイロット版においては、大きな円卓が設置してあり、椅子に着席した状態で朝礼などを行っていた。
番組冒頭に「この番組はゴールデンタイム進出を目的として製作されたものです」との断り書きがあったが、現在はオペレーションルームのシーンから始まっている。
当初は、オペレーションルーム内の表記が「DYBASTER OPERATION ROOM 」および「DYBASTER MISSION 」であったが、第2話・第3話で「修正中」の札が貼られ、第4話でそれぞれ「DYBASTAR OPERATION ROOM 」と「DYBASTAR MISSION」に修正された。
- 曲の歌詞に漢字がなかったりテロップの漢字にルビが振られていたりと、深夜番組にもかかわらず子供を意識したような部分も見られるが、これには「ゴールデンタイム進出」という当初の目的が大きく関係している。
- 2008年6月20日にアメリカ向けのダイバスターを見せようと忍者風にしてみたが、マルさんだけが「チキンが食えない」と、忍者服に不評をもらした。
- 2008年6月26日にはアメリカ人向けの放送をするため、オープニングの字幕のみ英語にし、1本目の内容をアメリカ版に翻訳させた物を放送した。

### 低予算
- 元来、企画番組「ニューカマーズ」の1番組であったためか、レギュラー化後も明らかに安っぽい手作りの出動メカや既出アニメの使い回しが多く、アニメは原画5 - 6枚で処理しているなど、「低予算」であることをあえて隠さずチープな味わいを出している。番組内でも低予算編成であることを公言している。
- 視聴者に向けて提供されるプレゼントの数量は、概ね「1名様」宛であり、しかも、しばしば番組内で試用された什器などをそのまま使いまわしてプレゼントに充てることが多い。
- 「必殺技でルービックスキューブのチャンピオンを破れ!」という回では、ルービックスキューブを合わせる速さが第5位の人を呼んだ。第1位の人を呼ばなかった理由が「第1位の人は大阪に住んでるから、交通費が出せなかった」ということである。

## キャラクターの一覧

### 博士
声 - 銀河万丈
- 地球特捜隊日本支部責任者。2025年に到来するとされている「知的地球外生命体パピルス」研究の第一人者。氏名不詳。血液型はO型。誕生日は、11月5日。身長は、174cm。体重は、66kg。神奈川県出身。趣味は、サイクリング。特技は、東急ハンズめぐり。好きな芸能人は、ロバート・レッドフォード。好きなテレビ番組は「ガイアの夜明け」。好きな音楽は、エイベックス系。好きな食べ物は、平目のムニエル。座右の銘は、案ずるより産むが易し、好きな映画は「スティング」。宝塚のファンらしい。
- 「ユリッペwithダイバスターバンド」ではギター担当。
- 通常はリュウジ以下の管下隊員に対して調査指令を出し調査させる。まれに博士自身が調査や研究発表を行う時もあるが、「ブラジャーにご飯と味噌汁を盛ってみる」や「いろいろな物に網タイツをはかせてみる」などのセクハラまがいな調査、「イルミネーションをつけると何でもクリスマスっぽくなるのか調査！」や「タトゥーに吹き出しを入れて可愛いっぽくする調査」などのシュール系ばかりなので他の隊員からはおおむね不評である。（ユリッペ曰く「博士の悪のり」）。
- 毎回番組の終わりに、リュウジを殴る。当初はあいまいな調査方針や中途半端な分析に対して異論を唱えたときに諭すように殴っていたが、回が進むにつれ（一般的には）どうでもいいような一言に殴ったり、そもそもなぜ殴るのかも分からない理不尽な殴り方をすることも増えた。さらには何も言っていないのに殴ったり、1回の放送で2度殴ったことも。ただし、リュウジ以外を殴ったことは無い。
  - リュウジを殴るときは「ばかもーん」と怒鳴る。当初はきつく言っていたが、現在は当初ほどきつくなくなっている。
  - 何も言っていないのに殴ったケースに限っては、マルさんがリュウジが殴られないよう、代わりに発言してくれたことを諭すためであるが、そのために殴っているので無意味である。
  - 1回の放送で2度殴ったケースについては、最初のCM前にリュウジがセクハラ発言をして、ユリッペが「博士、お願いします」と言って殴った。このため、ユリッペは驚いていなかった。
- パイロット版では髪型と白衣こそ同じものの、前髪の白髪が無い、眼鏡をかけている、髭の形が違う、白衣の下にスーツを着ていないなど、風貌における相違点がある。
- 妻（福井県出身）と娘がいる。妻との交際のきっかけは、ペンパルであった。娘は30を過ぎても結婚せず、悩みの種になっている。
- 大の巨人ファンである。好きな選手と監督は、ラミレス選手（元ヤクルト）と原監督。
- ボウリングが嫌い。ユリッペによると、スコアは40もいかないらしい。
- 問題調査後には「やっぱりそうだったか」など軽い一言で済ませており適当さが垣間見える。
- 絶対音感を持つ人によると、博士がリュウジを殴る時の「ばかもーん」という声は「ラドドーシシラ」である。
- リュウジを殴った後のシーンでは同じことを3回言うのが通例だが、2007年11月1日の放送で4回という記録を達成した。記念すべき新記録達成のコトバは「人生はなあ」である。
- ダイバスター志望動機は、2025年にやってくる、パピルスから世界を守るためらしい。

### リュウジ
声 - 三浦祥朗
- 誕生日は、8月27日。身長は、178cm。体重は、64kg。千葉県出身。趣味は、ブログ。特技は、ビリヤード。
- マサチューセッツ工科大学を首席で卒業後、ダイバスターに入隊。リーダーとなる。
- 25歳。血液型はO型。ネクタイは赤。髪が非常に長い。「ユリッペwithダイバスターバンド」ではドラム担当。
- 博士の発言した台詞を繰り返すことが多い。
- 毎回、博士の方針に対して異論を述べ怒られるなど、何らかの理由で博士に殴られる。殴られた際には、鼻血が出たり、あざができたりすることもある。また、何度も殴られたせいで奥歯が1本抜けている。
- 好きなアーティストは「サザン」。
- パイロット版においては、ヘルメットを使用し、また、ネクタイではなくスカーフを着用している。なお、その他の隊員もパイロット版ではヘルメットを被っていて、服装も異なる。ネクタイおよびスカーフの色は同様である。
- 1970年代のロボットアニメの主役を思わせる容貌。
- ユリッペに好意を抱いているが、その性格上バレている。
- M.ノリユキが気に入らないらしく、彼が発言すると舌打ちをする。しかし、第67話でノリユキが離脱する際に一番残念がっていたのはリュウジだった（それでも本人の前では冷たい態度を貫き続けた）。
- ダイバスター入隊の動機は、すべての謎を解き明かしたいらしい。
- 好きな芸能人は、ブラット・ピット。好きな映画は、アルマゲドン。好きなテレビ番組は、TVチャンピオン。
- 座右の銘は、口は災いの元。好きな食べ物は、ジンギスカン。

### ユリッペ
声 - 斉木美帆
- 某有名大学付属女子高校に通う現役女子高校生。埼玉県出身。
- 身長は、167cm。体重は、47kg。趣味は、音楽鑑賞と海外旅行。特技は、語学。
- 17歳。誕生日は1月1日。血液型はAB型。24カ国語を話せる。
- 彼氏いない歴17年。博士同様、宝塚ファンらしい。
- ネクタイはピンク。「ユリッペwithダイバスターバンド」ではボーカル担当。
- 勘が鋭く、博士のおかしな提案に唯一気づくことが出来る人物である。
- パイロット版ではホットパンツ姿だったが、レギュラー化してからはスカートを着用している。
- 視聴者へのサービスなのか、調査へ向かう途中の後姿ではスカートからパンティーが丸見えである。
- 電話で相手が呼び出し中の時、音楽に合わせて鼻歌を歌っている。フジテレビの携帯サイトでは鼻歌が着ボイスとして配信されている。
- 当初番組のどこかで流れていたシャワーシーンは、近年[いつ?]では提供クレジットのバックに用いられている。
- 番組最後のプレゼントのお知らせ・銀河万丈についての近況報告は彼女が担当する。
- 持ち歌は「うがい」「アンコウは恋の先生」。
- ダイバスターの中で唯一フィギュアになっている。
- 槇原敬之の歌（特に詩）が好きらしい。後に槇原敬之（M・ノリユキ）の作曲（作詞は槇原ではない）した新曲「蛇口を止めて」を歌う。
- ダイバスター入隊の動機は、自分の可能性をダイバスターで試してみたかったらしい。
- 好きな食べ物は、スィーツ。好きな芸能人は、オダギリジョー。好きな音楽は、ビートルズ。
- 座右の銘は、毒を以て毒を制す。好きなテレビ番組は、世界遺産。好きな映画は、ショコラ。

### マルさん
声 - 今村直樹
- 代々木アニメーション専門学校卒業後、ダイバスターに入隊。
- 鹿児島県出身。29歳。血液型はB型。左利き。誕生日は、2月29日。身長は、165cm。体重は、103kg。趣味は、アニメ。特技は、ヤフオク。
- ネクタイは黄色。「ユリッペwithダイバスターバンド」ではキーボード担当。
- 朝礼参加時や走る時、驚いた時以外は、大抵、両手に持った大好物の「チキン」を食べながら話す。第32話で調査に向かう際、これは鶏肉ではなく合鴨のローストであると発言（調査終了後「スペシャルチキン」と言い、リュウジにツッコまれた）。
- 最も尊敬する人物は西郷隆盛。常に「おいどん」と自称し、語尾に「ごわす」をつけて話す。
- パイロット版においては、髪型がアフロのような長髪になっており、ヒゲもモジャモジャであった。
- 第21話では、スポンサーなし状態が続くことによる予算不足を解消するため、種々の開発を行って得た利益を調査費用に充てるという目的を持った企画開発部への異動が決定。調査部からは外され、企画開発部（マルさんを含む全1名）のチーフに任命される。異動当初は何度か新企画の提案をしていたが、最近[いつ?]ではまったく提案をしていない。また、異動が決まった直後に発言をした際、リュウジやユリッペに部外者呼ばわりされている。
- 朝礼の際は、他の隊員は「おはようございます」と挨拶するが、彼だけ「おはようでごわす」と挨拶する（チキンを食べながら）。
- 同様に帰還報告の場合も他の隊員は「ただいま戻りました」と言うが、彼は「ただいま戻りましたでごわす」と言う。
- ユリッペから体臭を気にされているが、本人は毎日お風呂に入り、風呂のお湯も毎回替えていると主張している。しかし、体臭の件に加え、場の空気が読めていない発言（大概は常識的な発言、時には下ネタ）を度々発するため、ユリッペからはっきりと「嫌い」「最低」などと言われている。当初はユリッペに嫌われて落ち込んでいたが、最近[いつ?]は全く気にしていない。また、ユリッペも彼を嫌うような発言をほとんど言わなくなっている。
- 番組の最後にみんなで笑うシーンでは、一人だけ動物の雄叫びのような笑い声をあげている。
- こんにゃくのように脂肪にならないような食べ物は嫌いだと、発言している。
- 持ちギャグとして「あ〜い、とぅいまてぇ〜ん！」「それわかるぅ〜」「欧米か！」「あ〜い、とぅいまとぅいまてぇ〜ん」「それって、言えてるかも！カモォン！」「どんだけぇ〜！」などがあるが大抵はパクリによるもの。
- ダイバスター入隊の動機は、いつまでも定職につかず、ふらふらしてはいけないと思ったらしい。好きな芸能人は、カレン・カーペンター。好きな映画は、ジブリアニメ。座右の銘は、明日は、明日の風が吹く。好きな音楽は、カーペンターズ。好きな食べ物は、チキン。好きなテレビ番組は、あいのり。

### ジュンペイ（兄）
声 - 高松由香（〜33話、1時間SP）
- ちびっ子ハウスのガキ大将として君臨していたが、博士に任命されダイバスターに入隊。34話で博士に（声優の高松が結婚引退したために）どこか遠くへ行ってしまったと隊員たちに告げられ、それ以来姿を見せていない。
- 10歳。血液型はA型。
- ネクタイは水色。「ユリッペwithダイバスターバンド」ではベース担当。
- 頭頂部から豚の尻尾のような形のアホ毛が生えている。
- 子供という立場を活かしたツッコミ役が多い。しかし、リュウジにはあまり好かれていない（直ぐに話を遮られたりする）。
- さらに、ウイダーinゼリーの10秒間チャージの際、カット上、他の隊員らによるシーンからは省かれて一人でチャージしていた時がある（後には、全員によるカットになっている）。
- 子供でありながらAD、特に「城山」への言葉遣いは厳しく、城山に対する嫌悪感をもっているらしい。また、唯一ADを呼び捨てにしている隊員でもある（他は全員「君」付け）。
- パイロット版との違いはヘルメットとスカーフ以外特にない。

### ジュンペイ（弟）
声 - 川名真知子（34話〜）
- ジュンペイ（兄）役の高松由香が結婚にともない引退したため、これに替わって34話から登場したジュンペイの双子の弟。兄とほぼ同じ経緯で入隊。なお、本編では声優の結婚と断言はされていない。リュウジがその疑問を口にしたところ、博士に殴られて誤魔化されている。
- 発音は同じ「ジュンペイ」だが漢字表記が違うらしい。声と額のホクロで判別可能。
- パチンコを携帯している。
- 「数字オタク」であり、「俺の○○（計算、統計など）では〜」が口癖となっているが、これは過去のトラウマから、数字しか信じられなくなったことによる。
- スタッフに対して厳しく接したり呼び捨てにするというスタンスは、兄と同様である。
- 母親がいないらしい（第49話）が、その後母親がどんな人物だったかについても言及している。
- ジュンペイの部屋は四畳半に2段ベッドが3つある。
- 「水泳5級」を持っている。
- カレー味が好み。
- 博士の説明が遠まわしな時の口癖は「ヒントが無いとわかんねーよー!」。

### M.ノリユキ
声 - 槇原敬之（63話〜67話）
- 新たに派遣された隊員。26歳。
- ネクタイの色は赤で、リュウジとダブっている。5人ヒーロー物によく使われる配色5色で、使われていないのは緑。
- 槇原敬之に似ているが、別人と名乗っている。
- 顔も他のメンバーはいわゆるアニメ顔だが、彼だけは似顔絵風である。
- ユリッペに気がある素振りを見せて、リュウジをいらだたせたが、その後「僕の勘ではユリッペはリュウジに気があると思う」と言い、すぐに和解する。とは言えリュウジはしょっちゅう舌打ちしている。
- 胸ポケットには白いバラを一輪挿し、まるで詩人かと思わせるような発言をする。
- その独特のキャラクターから、良くも悪くもワンパターンだった隊員たちのコミュニケーションに、これまで無かった変化が見られるようになった。
- マルさんのお笑い芸人のモノマネを気に入っている唯一の隊員である。
- これまで4人が揃っていたカットにも、一部は5人で入るようになったが、アイキャッチなど4人のままのカットもまだ残っている。5人で幅がいっばいになる場合、背の低いジュンペイを前に持ってきている。
- エンディングでは4人は歩いているのに対し、一人だけ小走りしている。
- オープニングや公式HPでは登場せず、他の隊員よりやや不遇な扱いを受けている。
- 実はパピルスの地球訪問計画委員会の秘密隊員で、未来から地球人は本当にいい人たちかどうかを確かめに来た。第67話でそれが発覚したため、ダイバスターから去っていった。これを知ったマルさんは気持ち悪いと連呼している。
- 第74話にユリッペとジュンペイ（弟）の乗った機体にさりげなくパピルス星人化した状態で乗っていたが、後にネタにするという場面が見受けられた。

### ロナウジーニョ（犬）
- 「謎解明SP」にのみ登場。かつてジュンペイのパートナーであったが、現在は行方不明。
- 体は白く、垂れた耳が黒い（スヌーピーとほぼ同じ）。ビーグル犬のようである。

### アシスタントディレクター
おもに調査において、長時間にわたって延々と「気の遠くなる」単純作業を繰り返す、「機器」扱いとして投入される。
- 城山光正（第4話〜）
  - 小田が加入する以前に活躍したAD。
  - とある調査でずるをしたためジュンペイに嫌われている。

- 小田真一郎
  - 第18話にて研修中ADとして出演。以後第28話からレギュラーに。
  - ジュンペイ兄弟に見下されている。
  - 練馬区練馬に自宅アパートがあるらしく、しばしば調査拠点にされてしまう。
  - 好きな芸能人は、池上季実子。
  - 三重県出身（第60話）。
  - 誕生日は10月7日（第22話）。
  - 彼のテーマソングは松任谷由実（荒井由実）の曲で、特に「やさしさに包まれたなら」が使用される。
  - 2008年7月から出演が自粛されており、最終回までそのままとなった。ただし実験で一部が映ることはある[1]。

- 池田哲也
  - 前述の小田の自粛により、直後から登場が増えたディレクター。
  - タレントの池田哲也と同姓同名であるが特に関係はない。

- 砂田一成（第6話）
- 田口絢子（第33話のみ）
- 藤本大介（第43話〜）

第4話にてカップ麺のエビを取るために、5000円で雇ったアルバイトとして出演していたのは彼ではない。

### 微妙なグラビアアイドル
- 小島祥子 （第27話〜）

「専属」のテロップが表示されたこともあるが、その割には他のテレビ番組での出演も確認されている。
- 尾崎ナナ （第29話のみ）
- 福田麻衣 （2007年7月〜）

この番組に出演することだけは親には黙っていたが、第93話収録時にはバレてしまっていた。
出演回数が増えるにつれ、ADの小田よりも調査に使用されやすくなり、さらに小田の自粛でほぼ毎週起用されている。

## 番組の基本的な流れ
- オープニング（15分・25分両放送時代共通）
  - ナレーション1（オープニング曲の前奏内で）「来るべき知的地球外生命体からの質問に備え、あらゆる謎を調査解明するために組織された調査機関、それが地球特捜隊ダイバスターである!!」
  - オープニング曲（※2009年6月25日(?)放送分からOP短縮）
  - ナレーション2「2025年、地球にやってくる知的生命体パピルス。彼らからの質問に備え、組織されたのが地球特捜隊ダイバスターである。第○○話<サブタイトル>」
- 本編（15分・25分両放送時代共通）
  - ダイバスター朝礼
  - 調査1
  - 調査2
  - リュウジが調査2に付随した新しい調査の提案→ドーン（効果音、リュウジ以外の一同が凍り付く）→リュウジの「おーっと」
  - 提供テロップ（番組中期にはバックに調査収録時にカットされた、あるいはついでに撮ったとおぼしきシーンが流れていたが、最近はユリッペのシャワーシーンに固定されている）→CM（調査の途中でCMになる場合もある）
- 25分放送時代（2009年3月まで）
  - 調査3
  - 帰還報告
  - 博士の「バカモーン!」（リュウジが殴られる）→他の3人の「ガーン」のシーン→博士の意味不明な説教「○○はなぁ、○○はなぁ、△△なんだ」→リュウジの「すみません博士、そんなことも知らずに」
  - 博士の「よ〜し、じゃあ○○にでも行くか!」と退勤後の会食などを誘う→ジュンペイ「やったー」→博士のボケ→ジュンペイのツッコミ「それ○○だよー」→全員の笑い声
  - ナレーション3「我々の地球にはまだまだ分からない謎がある。あらゆる謎を調査解明、頼むぞダイバスター！」
  - エンディング曲
  - CM
  - 「銀河万丈の私事」（後述）と共にプレゼントのお知らせ
  - CM
  - 提供テロップ→END映像（番組中期にはバックに調査収録時にカットされた、あるいはついでに撮ったとおぼしきシーンが流れていたが、最近は博士を除く4人とダイバスター4号が走ってくるアニメーションで固定されている）
- 15分放送時代（2009年4月 - 9月24日）
  - 帰還報告
  - 博士の「バカモーン！」（リュウジが殴られる）→他の3人の「ガーン」のシーン→博士の意味不明な説教「○○はなぁ、○○はなぁ、△△なんだ」→リュウジの「すみません博士、そんなことも知らずに」
  - 博士の「よ〜し、じゃあ○○にでも行くか!」と退勤後の会食などを誘う→ジュンペイ「やったー」→博士のボケ→ジュンペイのツッコミ「それ○○だよー」→全員の笑い声
  - ナレーション3「我々の地球にはまだまだ分からない謎がある。あらゆる謎を調査解明、頼むぞダイバスター！」
  - エンディング曲
  - CM（一部地域を除いて、このCM後にそのまま提供テロップへ）
  - 「銀河万丈の私事」（後述）と共にプレゼントのお知らせ
  - CM
  - 提供テロップ→END

## 調査拠点
- 電話をかける丘公園
ユリッペが電話にて調査する際の拠点。本部内では電波が届きにくいかららしいが、本部で隊員がなぜか電話を使っているシーンが過去にあった。ダイバスター本部からは徒歩5分の場所にあるにもかかわらず、ダイバスター1 - 4号のいずれかで出動している。
- 「ダイバスター秘密研究所」「ダイバスター秘密木工所」「ダイバスター爆発物試験センター」など
筑波研究学園都市にあるとされる。ただし「ダイバスター醤油のシミ研究所」では全く同じ建物でも、千葉県野田市だった。建物の映像は制作会社THE WORKSの所在地である、渋谷区神宮前の「京セラ原宿ビル」（実際に1度だけ「ザ・ワークス」とテロップが出たこともある）。
- ダイバスター地下秘密研究所（群馬県嬬恋村）
- AD小田の自宅アパート（東京都練馬区練馬）

## 保有する機器
兵器を装備しているものもあるが、戦闘をする描写などはほとんどない（後述の通り、特殊な局面で『一方的に』攻撃をしている展開はある。しかしヒーローものお約束の怪人を倒すなどではなく、あくまでも笑いを取るための手段である）。 出撃シーンは時々リニューアルされている。
1号機から3機はAUTO CRUISING SYSTEM（自動操縦システム）を使用可能、というよりも常に自動操縦で運行される。

### ダイバスター1号
兎型高速装甲車。
- 起動輪、転輪、誘導輪や覆帯を見ると、ティーガーIのシャーシの模型と思われるものにウサギのデザインが架装されている。

### ダイバスター2号
鳥型ジェット機。
- 二連装30mmバルカン砲が二門装備されているとの記載が扶桑社刊行の「FNS地球特捜隊ダイバスター大百科」にあるが、発進シーンや同書の図解には発射口のような物は見あたらない。「レーダーに反応しない」（同書）という機能があることから、ステルス性向上のため機内に内蔵しているものと思われる。しかし、バルカン砲が使用されるシーンが放送されたことはない。
- ミサイルも搭載されているようだが、前掲書に装備されているという記載は無い。しかし第16話にて、ダイバスターのDVD化を渋ったポニーキャニオン本社に向けて二発が発射されている。発進シーン、前掲書の図解にはパイロンが見あたらないので、これも機内内蔵式と思われる。実際に第16話において発射された際には、機体下部から発射されていた。弾頭になにを搭載しているかは不明だが、リモートコントロールで起爆装置を解除できるとされている（第17話）。

### ダイバスター3号
魚型原子力潜水艦。
- 本来のヒーロー物作品でもそうだが、水に関する調査の場合、主に3号が重点的に出動する。
- しばしば筑波研究学園都市にある研究機関に向かう際にも当機を使って出動するが、筑波研究学園都市周辺には海や大湖が無いにもかかわらず、なぜか無事現地に到着する。

### ダイバスター4号
人型万能ロボット。
- リュウジの発案による新型メカ。通称「ダイバスターロボ」。構造材にチタンを採用し、外付けのダイバスタージェットによる飛行能力を備える。ジュンペイ（弟）の試算によると建造費用はおよそ200億円を費やした。デザインは株式会社プレックスによるもので、スーパー戦隊シリーズなどのデザインで知られる下田竜彦が担当している。
- 「顔のイメージはリュウジ」、というより全体のイメージが「緑色のリュウジ」である。この「ダイバスターを私物化するような」事態に関してリュウジ本人は、「顔がマジンガーZやガンダムに似てしまうと色々とうるさいから」（しかし、結局のところトップをねらえ!シリーズのガンバスターに若干デザインが似ている。）とコメントしているが、案の定博士にパンチで一喝された。
- コックピットは「敵の意表を突く」目的で右膝の位置に設けられており、出動に際しては激しい振動をもたらすため、リュウジ以外の隊員からは使用を忌避されている（もっともダイバスターに戦うべき敵は存在しない）。しかし、後にすり足歩行によりコックピットを静かにすることもできることが判明した。
- 前述の「ダイバスタージェット(DJ)」以外にも、「ダイバスターパンチ(DP)」、「ダイバスターキック(DK)」、「シェー(SHE)」の操縦ボタンがあり、さらに将来の機能拡張に備えて残り4つの空きボタンが設置されている。2007年1月7日放送回の特別編でリュウジがダイバスターパンチを用いて東京タワーを破壊してしまったが、後に破壊したリュウジ本人が修復した。
- 出撃シーンは他の機器と比べるとやや長い。
- ダイバスター4号登場に伴い、オープニングシーンも変更された。25分放映時代後期からは、エンディングシーンにダイバスター4号が隊員4名とともに疾走するシーンが採用された（ダイバスター4号のコックピットに誰が搭乗しているのかは不明）。

### ショウジキ銃
番組の初期に、主にユリッペが使用していた秘密兵器。
- 30万Hzのオネスト波を発する。発射の掛け声は「トゥルーロマンス」。オネスト波を受けた人は嘘がつけなくなるため、時間のないロケには必要なアイテム、と紹介されている（実際はどう見ても時間の引き延ばしだが）。銃身に「60」という数字が書いてある。

## 主題歌
- オープニングテーマ「FNS地球特捜隊ダイバスター」（作詞：奈良京作、作曲・編曲：神津裕之、歌：TOMMY）
- エンディングテーマ「ゆけ! ダイバスター」（作詞：奈良京作、作曲・編曲：神津裕之、歌：TOMMY）
- DVD第1巻（ポニーキャニオン）特典「うがい」（作詞：奈良京作、作曲：猫間シグラ、歌：ユリッペwithダイバスターバンド）
- DVD第2巻（ポニーキャニオン）特典「アンコウは恋の先生」（作詞：奈良京作、作曲：阿部渋一・猫間シグラ、歌：ユリッペwithダイバスターバンド）
- DVD第3巻（ポニーキャニオン）特典「線路はどこまでも続くよ」（作詞：奈良京作、作曲：堤千代司、歌：ユリッペwithダイバスターバンド）
エンディングテーマは時折「うがい」または「アンコウは恋の先生」もしくは「線路はどこまでも続くよ」もしくは「ダイバスター音頭」になることもある（この3曲の中でエンディングテーマになる確率が高いのは「うがい」）。

現在曲がほしい場合はフジテレビの携帯電話コンテンツで主題歌の着信メロディと着うたが有料でダウンロードが可能。
『第2回輝け！ダイバスターベスト調査大賞』ではオープニングを小林幸子、エンディングをアルフィーの高見沢俊彦が歌った。
2007年3月よりエクシングのカラオケ機「HyperJoyWAVE」にて「FNS地球特捜隊ダイバスター」「ゆけ! ダイバスター」がそれぞれPVクリップでカラオケ配信される。PVクリップ版は期間限定の配信でキャラクター紹介なども表示される。4月より通常版の配信も開始された。7月25日より第一興商のDAMシリーズでも『FNS地球特捜隊ダイバスター』『ゆけ! ダイバスター』のカラオケを配信している。
一時期のみ放送
- 第67話エンディング「蛇口を止めて」（作詞：遠藤達也、作曲：槇原敬之、歌：M.ノリユキ&ユリッペ）

なおCDはダイバスターCD「ベストヒット曲集」（品番PCCA.02541）が当初は2007年9月16日に発売予定だったが、9月12日にホームページ上で、製作上の都合で発売日を延長することを発表し、9月13日放送分の『第2回輝け！ダイバスターベスト調査大賞』の方でも延期を発表した。
2007年10月18日放送分にて、同CDの11月7日発売を発表。ホームページでも同じ発表がされている。当初収録が予定されていた「蛇口を止めて」が収録されなくなった。

## 番組の提供スポンサー
- 初期には、森永製菓やユニバーサルミュージックが番組の提供スポンサーになっていたが、短期間で終了[2]。
  - 森永製菓がスポンサーについていた時期には、毎回番組中で、博士と隊員が『ウイダーinゼリー』（森永製菓）の10秒チャージを行い商品の宣伝をしていた。しかし第12話では、「今までの飲み方が悪い」とスポンサーが怒っているということで10秒チャージはなくなる。
- 以降東芝EMIがスポンサーにつくまで、「提供スポンサーなしで一生懸命に作った」ということになっていた[2]。
- 2007年4月より日清食品がスポンサーについたが、2008年2月一杯で日清食品とのスポンサー契約が満了[2]。
  - 日清食品のCMにおいては、本番組専用のCMが数本制作された。「巧みに本編に見せかけた日清とんがらし麺のCM」、日清のどん兵衛のCMで「だし」を何回も言うCMなどである。また、これらの日清CMは「FNS地球特捜隊ダイバスター オンエア自主規制スペシャル 〜ベストセレクションもあるよ〜」＝事実上のDVD第4巻（ポニーキャニオン）にも収録されている。
- スポンサーを納得させるため、提供バックがユリッペのシャワーシーンとなった。また、ユリッペはこの件について、やめてほしいと思っている。
- 第89話にて、契約満了となる日清の後を受けて製作費を多く提供・番組内容に一切提言しないことを条件としてスポンサーとなってくれる企業の募集告知が番組中で行われた。博士によると「このやり方はテレビ史上初」とのこと[2]。しかし募集要項は告知されたが、応募先は告知されていない。
- 2008年4月よりグリコ乳業がスポンサーについた。また、このことをはじめてテレビで告知した時の放送で、博士がグリコのポーズ（ゴールインマーク）をしていた。
  - その後、グリコ乳業が認めていないにもかかわらず、同社の製品「ドロリッチ」ならびに「とろ〜りクリームonプリン」のCMをダイバスターの隊員たちで勝手に放送した。グリコ乳業側からの抗議の有無は不明であるが、その後もスポンサーとして継続した。
- 2009年4月から15分枠になってからはほとんどスポンサーは固定されない代わりに、3社つく週も、しばしばあった。

## 銀河万丈の私事
番組の最後に、その週実施した調査で使用した物品の1つに、博士を演じている声優・銀河万丈のサインを書いて、抽選で視聴者1名にプレゼントするコーナーが存在するが、この際、なぜかユリッペが「博士の声を無理やりやらされている」「声優界のちょい悪オヤジ」「若手の声優たちとギクシャクしている」など、銀河のプライベート（私事）の1エピソードを暴露するのがお約束になっている。なお、このコーナーは一部の地域ではプレゼントの締切が放送日前となるため、放送されていない。

## スタッフ
- 企画（チーフプロデューサー）：清水宏泰
- 企画・アニメーション演出：酒井健作
- ディレクター：菊地泰子、小櫃俊文
- アシスタントディレクター：藤本大介、永野博子、小田真一郎、岡奈津美、岩本昌也/ 大江和幸、砂田一成、城山光正
- 構成：小川浩之、杉原亮一、宮崎孝幸、堀由史
- 演出：遠藤達也
- 美術制作：井上幸夫
- 4号デザイン：下田竜彦（PLEX）
- 編集：菊地正吾
- マルチオーディオ：大浦克寿
- 音響効果：井澤利幸
- タイムキーパー：碓井香都子
- 編成：渋谷謙太郎
- 協力：IMAGICA、青二プロダクション、AXL
- アシスタントプロデューサー：大越智江/ 長南早苗、土田泰輝
- プロデューサー：金佐智絵、春名康好、寺内太一
- アニメーション制作：PDトウキョウ
- 制作著作：フジテレビ、THE WORKS
- ナレーション：高塚正也、疋田由香里

## 各地の放送時間

### 謎解明SP
| 放送日時                          | 地域       | 放送局             | 記号（※2） |
| --------------------------------- | ---------- | ------------------ | ---------- |
| 2005年7月6日（水）25:58 - 26:58   | 関東広域圏 | フジテレビ（※1）   | ○          |
| 2005年7月26日（火）24:20 - 25:20  | 宮崎県     | テレビ宮崎         | ●          |
| 2005年8月11日（木）24:40 - 25:40  | 高知県     | 高知さんさんテレビ | ○          |
| 2005年8月12日（金）25:05 - 26:05  | 山形県     | さくらんぼテレビ   | ○          |
| 2005年8月17日（水）24:35 - 25:35  | 福島県     | 福島テレビ         | ●→○        |
| 2005年8月17日（水）25:08 - 26:08  | 北海道     | 北海道文化放送     | ×          |
| 2005年9月19日（月）25:39 - 26:39  | 宮城県     | 仙台放送           | ●→○        |
| 2005年9月30日（金）25:05 - 26:05  | 鹿児島県   | 鹿児島テレビ       | ×          |
| 2005年10月30日（日）25:00 - 26:00 | 中京広域圏 | 東海テレビ         | ○→●→○      |
| 2005年10月30日（日）25:55 - 26:55 | 福岡県     | テレビ西日本       | ○          |
| 2005年11月15日（火）24:35 - 25:35 | 長野県     | 長野放送           | ●→○        |
| 2005年11月17日（木）25:05 - 26:05 | 静岡県     | テレビ静岡         | ○          |
| 2005年11月28日（月）24:40 - 25:40 | 石川県     | 石川テレビ         | ×          |
| 2005年12月9日（金）24:45 - 25:45  | 長崎県     | テレビ長崎         | ○          |
| 2005年12月29日（木）27:41 - 28:36 | 近畿広域圏 | 関西テレビ         | ●          |

- ※1:FNS地球特捜隊ダイバスター制作局
- ※2:レギュラー版放送の有無 有＝○/単発で有＝●/無＝×

### レギュラー版（連続放送）
必ずしも毎週放送されるわけではなく、週によって放送を休止する場合あり。春や秋の番組改編時にはよく放映を休み（前の週にも休止告知は出ない）場合によっては1か月近く放映の無いこともあった。
| 放送地域   | 放送局                            | 放送日時 | 備考                        |
| ---------- | --------------------------------- | --- | --------------------------- |
| 関東広域圏 | フジテレビ                        | 土曜 26:15 - 26:40（<DO!深夜>枠） （2005年10月29日 - 2006年3月25日） 土曜 26:45 - 27:10（<DO!深夜>枠） （2006年4月15日 - 同年9月23日） 木曜 26:15 - 26:40（2006年10月19日 - 2009年3月19日） 木曜 25:45 - 26:00（2009年4月16日 - 同年9月24日）                      | 制作局                      |
| 山形県     | さくらんぼテレビ                  | 火曜 25:05 - 25:30（2005年11月22日 - 2009年4月28日） 火曜 25:08 - 25:23（2009年5月5日 - 同年10月13日） | 19日遅れ                    |
| 福島県     | 福島テレビ                        | 木曜 24:35 - 25:00（2007年9月20日 - 2009年10月15日） | 約1年2か月遅れ              |
| 新潟県     | 新潟総合テレビ                    | 水曜 25:30 - 25:55（2007年2月14日 - 2009年4月15日） 火曜 25:35 - 25:50（2009年4月21日 - 同年10月13日） | 19日遅れ                    |
| 広島県     | テレビ新広島                      | 水曜 25:20 - 25:45（2006年10月25日 - 2007年3月21日） 月曜 25:15 - 25:40（2007年4月2日 - 同年10月29日） 月曜 25:00 - 25:25（2007年11月5日 - 2009年10月26日） 水曜 25:00 - 25:15（2009年11月4日 - 2010年4月7日） 水曜 25:50 - 26:05（2010年4月14日）                 | 約8か月遅れ                 |
| 福岡県     | テレビ西日本                      | 金曜 26:05 - 26:30（2005年11月11日 - 2007年9月28日） 木曜 24:35 - 25:00（2007年10月25日 - 2008年3月27日） 木曜 25:05 - 25:30（2008年4月24日 - 同年9月25日） 金曜 26:50 - 27:15（2008年10月24日 - 2009年3月27日） 金曜 26:50 - 27:05（2009年4月24日 - 同年9月25日） | 8日遅れ                     |
| 沖縄県     | 沖縄テレビ                        | 土曜 25:35 - 26:00（2008年4月19日 - 2009年9月19日） | 約10か月半遅れ              |
| 日本全域   | フジテレビONE （旧フジテレビ739） | 初回放送: 土曜 22:30 - 22:50（? - 2008年11月8日） 木曜 24:30 - 24:50（2008年11月13日 - 2009年2月26日） 再放送: 不定 週2 - 3回 | CSチャンネル 約6か月 - 遅れ |
| 日本全域   | フジテレビTWO （旧フジテレビ721） | 初回放送: 日曜 26:15 - 26:35（2009年4月5日 - ） 再放送: 火曜 18:30 - 18:50 水曜 13:00 - 13:20 木曜 17:30 - 17:50 | CSチャンネル 約6か月 - 遅れ |

- 福島テレビでは2007年9月20日（第1話）より放送開始。108話をもって放送終了。
- フジテレビ739では、2006年5月5日より放送開始。
- 新潟総合テレビでは2006年秋、主に10月集中放送、その後も不定期で放送し、2007年2月14日より第33話からレギュラー放送開始。第1話 - 第14話は未放送。
- テレビ新広島では、2006年10月25日より放送開始。必ずしも毎週放送されるわけではない（不定期に消化している）。
- 沖縄テレビでは2008年4月19日（第34話）より放送開始。土曜に放送。F1予選などの中継で放送時間の変更や中止の場合がある。
- 締め切りが過ぎているためプレゼントコーナー（銀河万丈の私事）をカットして放送している地域もある。
- 2009年9月25日放送でテレビ西日本も終了をしたが、フジテレビ放送分である第155話は放送されず、第154話で放送終了となった。

### レギュラー版（単発放送）
以下の放送局では、深夜枠で不定期に穴埋めや繋ぎとして放送。話数順に放送するとは限らない。
- 秋田テレビ
- 東海テレビ
- 関西テレビ
- テレビ愛媛
- テレビ熊本
- テレビ大分
- テレビ宮崎

東海テレビでは、2006年7月23日にベスト調査大賞、24日に第15話を放送。8月31日より第16話からレギュラー放送開始。第1 - 14話は未放送。10月19日放送の第23話で打ち切ったが、その後も不定期で放送し、2007年4月4日より第26話から放送再開。2007年7月4日の放送後、7月27日の臨時枠以外はしばらく放送休止し、8月29日より第40話から放送再開（ただしそれ以降も断続的に中断がある）。2007年10月31日（第48話）を最後に放送休止していたが、2009年3月8日深夜（9日未明）1時10分-40分に久しぶりに放送された。前後の放送枠を考慮した単発的な枠と思われ、放送回も117回に飛んでいた。

### 過去の放映局
2009年9月時点で休止していた放映局を含む。
| 放送地域     | 放送局             | 放送期間                        | 放送日時                 | 放映話 |
| ------------ | ------------------ | ------------------------------- | ------------------------ | --- |
| 佐賀県       | サガテレビ         | 2005年11月7日 - 2006年4月3日    | 月曜 24時35分 - 25時05分 | 1 - 14話 （11話未放送） |
| 岡山・香川県 | 岡山放送           | 2005年11月8日 - 2006年4月4日    | 火曜 25時40分 - 26時05分 | 1 - 14話 |
| 長崎県       | テレビ長崎         | 2005年12月14日 - 2008年3月26日  | 水曜 24時45分 - 25時10分 | 1 - 85話 |
| 長崎県       | テレビ長崎         | 2009年6月21日                   | 27時5分 - 27時20分       | 135話 |
| 長崎県       | テレビ長崎         | 2009年10月15日                  | 26時15分 - 26時30分      | 136話 |
| 高知県       | 高知さんさんテレビ | 2006年10月11日 - 2008年10月15日 | 水曜 24時40分 - 25時05分 | 24 - 116話 （108,115話未放送） |
| 宮城県       | 仙台放送           | 2006年2月3日 - 3月24日          | 単発                     | 5 - 7話 |
| 宮城県       | 仙台放送           | 2006年4月12日 - 2007年3月28日   | 水曜 25時13分 - 25時38分 | 詳しくは後述 （24,26,65,68-71,73-76,78-85,94,100話未放送） |
| 宮城県       | 仙台放送           | 2007年4月25日 - 7月25日         | 水曜 25時38分 - 26時03分 | 詳しくは後述 （24,26,65,68-71,73-76,78-85,94,100話未放送） |
| 宮城県       | 仙台放送           | 2008年4月4日 - 2009年3月20日    | 金曜 25時55分 - 26時25分 | 詳しくは後述 （24,26,65,68-71,73-76,78-85,94,100話未放送） |
| 宮城県       | 仙台放送           | 2011年4月14日 - 6月2日          | 木曜 25時41分 - 25時56分 | 放送再開 136 - 155話（131-135,138,140,142-147,149,151-153話未放送）                                                                                               |
| 長野県       | 長野放送           | 2006年10月4日 - 10月17日        | 単発                     | 1 - 3話 |
| 長野県       | 長野放送           | 2007年4月3日 - 4月25日          | 単発                     | 34 - 37話（36話未放送） |
| 長野県       | 長野放送           | 2007年10月2日 - 10月16日        | 単発                     | 38 - 39話 |
| 長野県       | 長野放送           | 2007年11月5日 - 2008年3月17日   | 月曜 25時23分 - 25時48分 | 40 - 57話 |
| 長野県       | 長野放送           | 2008年4月1日 - 2009年3月31日    | 火曜 25時28分 - 25時53分 | 58 - 107話 （94,100話未放送） |
| 長野県       | 長野放送           | 2010年4月21日 - 10月27日        | 水曜 24時45分 - 25時10分 | 108 - 133話 （108話と130話は24時35分 - 25時00分枠、131話と132話は25時05分 - 25時30分枠で放送）                                                                    |
| 長野県       | 長野放送           | 2010年11月3日 - 2011年4月20日   | 水曜 25時15分 - 25時30分 | 134 - 155話 （141話と147話は25時30分 - 25時45分枠、151話は25時25分 - 25時40分枠、152話と153話は25時10分 - 25時25分枠、154話と155話は25時40分 - 25時55分枠で放送） |
| 静岡県       | テレビ静岡         | 2005年11月21日 - 2006年4月10日  | 月曜 24時35分 - 25時05分 | 1 - 14話 |
| 静岡県       | テレビ静岡         | 2006年4月25日 - 9月26日         | 火曜 24時35分 - 25時05分 | 15 - 32話 |
| 静岡県       | テレビ静岡         | 2006年10月3日 - 2009年3月31日   | 火曜 24時45分 - 25時15分 | 33 - 133話 |
| 富山県       | 富山テレビ         | 2005年11月25日 - 2006年9月29日  | 金曜 26時00分 - 26時25分 | 1 - 32話 |
| 富山県       | 富山テレビ         | 2006年10月4日 - 2009年4月1日    | 水曜 25時40分 - 26時05分 | 33 - 133話 （69,104話未放送） |

- 仙台放送では、2006年3月まで単発放送だったが、2006年4月12日（第8話）よりレギュラー放送開始。第1話 - 第4話は未放送。24 -TWENTY FOUR-の再放送のため、2007年7月25日（第63話）を最後に放送休止したが、2008年4月4日（第86話）より放送再開。2009年3月20日（第130話）をもって再び放送終了（再度放送を再開するかは不明）。後番組はキャンパスナイトフジで2009年4月10日24時05分 - 27時05分スタートした。
- 長野放送では、2006年10月4日に第1話を放送。その後は改編期を中心に不定期放送し、2007年11月5日より第40話からレギュラー放送開始。2009年3月31日での107話をもって放送休止したが、約1年後の2010年4月21日より、直続話の108話から放送再開し、そのまま最終話までを全話放送した。

## その他
- ダイバスターのシンボルマークは、非常口のサインをモチーフにしたデザインになっている。
- 「FRIDAY DYNAMITE」2006年5月20日増刊号で、徹底解剖FNS地球特捜隊「ダイバスター」とは何か？"逆"捜査だッ!として登場人物や特番2話とレギュラー14話の内容などが紹介された。
- 2006年9月25日の26時05分 - 26時35分の枠で特別編「ダイバスター特別編 ONE PIECEの裏側本当にちょっとだけ見せますスペシャル」が放送された。
- 2007年1月7日の24時15分 - 25時15分の枠でフジテレビほか10局ネットで、特別編「FNS地球特捜隊ダイバスターお正月特別編月9ドラマとベストハウス123にゲスト出演決定SP」が30分ずつの2話構成で放送された。
- 主題歌の替え歌がJリーグの浦和レッズに所属するマルシオ・リシャルデス選手やJFE東日本硬式野球部の応援歌に使われている。
- 2008年6月26日放送分ではアメリカ人にダイバスターを英語版に再収録した物を見せた。なおマルさんの口癖の「でごわす」が「DE GO US」と訳された。
- 福島テレビなどでは提供ベースが切断されているためユリッペのシャワーシーンやスポンサーがなく、その映像を見ることが出来ない（ちなみにノンスポンサー）。福島テレビでは後に切断されなくなった。
- 第100話にて、中川翔子・アンタッチャブルの山崎弘也・東野幸治・小島よしおが選ぶベスト3が放送された。
- 2009年9月24日放送分で最終回になった。ただし、博士によると「現時点で売れ残っているダイバスター関連グッズ（CD,DVD,ユリッペフィギュア人形など）が残らずすべて売り尽くされれば、ダイバスター放送再開に向けてフジテレビと交渉に入る」とのことである。しかし、本当に放送再開の目処がつくかどうかは、2009年9月24日時点では全く不明である。
- 同放送分の最終回では後番組『マツコの部屋』の番宣を兼ねてかマツコ・デラックスがアニメの中でパピルスという設定で出演した。
- 2016年4月30日10：25-11：25枠（関東ローカル）でダイハツ・トーテムの宣伝番組『FNS地球特捜隊ダイ・バスター 緊急出動!トーテムとか徹底調査SP』として1日限りの復活をした。レギュラー版との違いとして、タイトルが中黒（ロゴでは星印）を入れた「ダイ・バスター」に改名されている。
- 2018年10月6日から3日間、東京・お台場で開催される自動車イベント「東京モーターフェス2018」のプロモーションとして、本番組とコラボした動画が公開された。

## DVD
- FNS地球特捜隊ダイバスター （ポニーキャニオン）2006年
- FNS地球特捜隊ダイバスター(2) 2006年
- FNS地球特捜隊ダイバスター(3) 2007年
- FNS地球特捜隊ダイバスター オンエアー自主規制スペシャル 〜ベストセレクションもあるよ〜 2007年
- FNS地球特捜隊ダイバスター 月刊ダイバスター 1月号 2008年
- FNS地球特捜隊ダイバスター 月刊ダイバスター 2月号 2009年
- FNS地球特捜隊ダイバスター 月刊ダイバスター 3月号 2009年
- FNS地球特捜隊ダイバスター 月刊ダイバスター 4月号 2009年